# Давелюи, Антуан
Антуа́н Давелю́и (фр. Antoine-Marie-Nicolas Daveluy; 16 марта 1818, Амьен, Франция, — 30 марта 1866, Корея) — святой римско-католической церкви, епископ, миссионер, мученик, член миссионерской конгрегации «Парижское общество заграничных миссий».

## Биография
Антуан Давелюи родился в аристократической французской семье. Его отец владел фабрикой, был членом городского совета. В 1827 году, в возрасте 9 лет, Антуан Давелюи поступил на учебу в иезуитскую школу. 

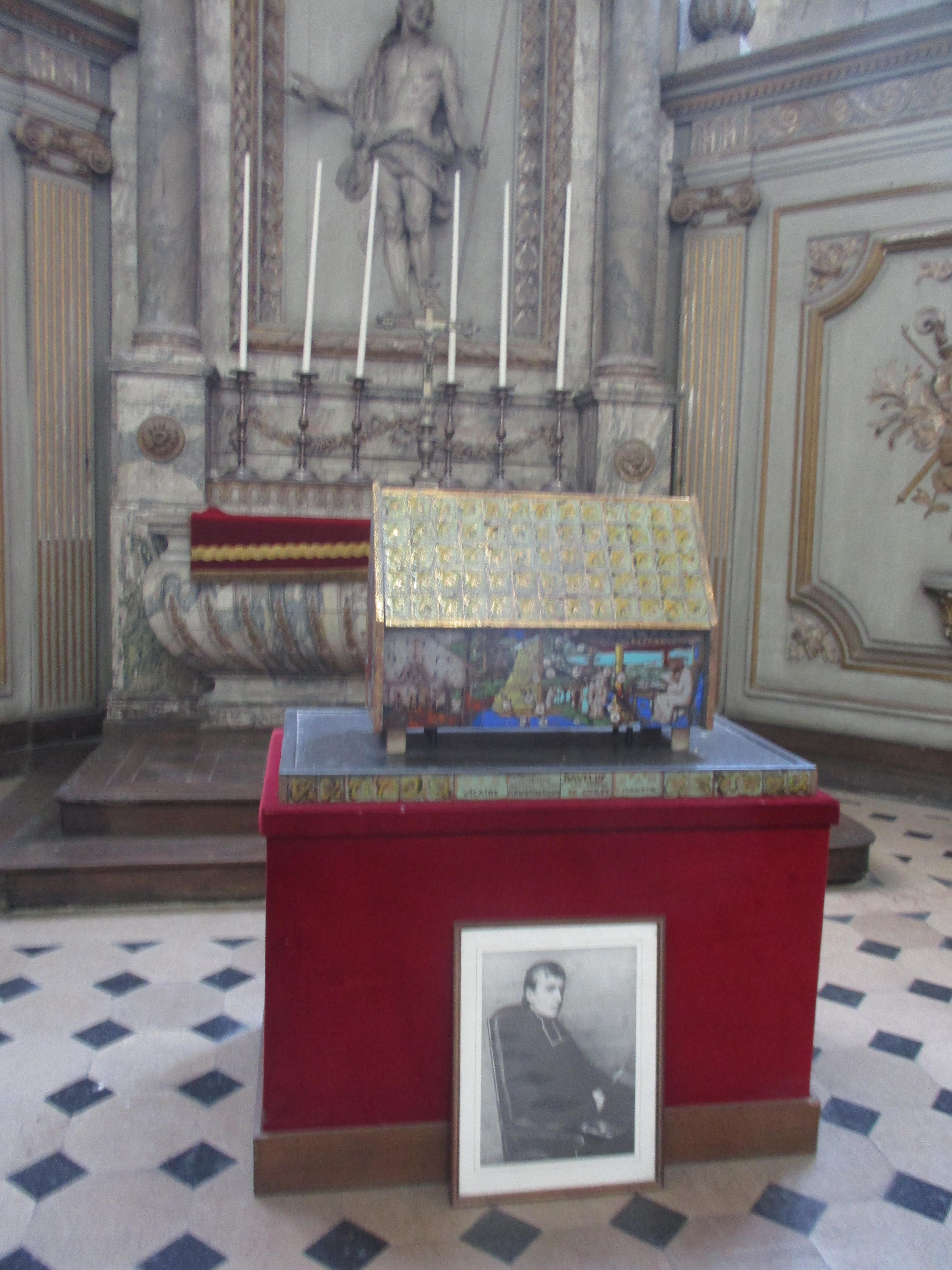
Мощи (Амьенский собор)

В 1834 году он поступил в семинарию. В 1841 году Антуан Давелюи был рукоположён в священника. В октябре 1843 он поступил в католическую миссионерскую организацию «Парижское общество заграничных миссий», которое занималось распространением католичества на Дальнем Востоке.
В феврале 1844 года отправился в Макао, где пробыл шесть месяцев. Епископ Фарреол предложил ему поехать на миссию в Корею, куда он отправился вместе с корейским священником Андреем Ким Дэ Гон. С 1846 года Антуан Давелюи начал проповедовать католичество в Корее. Антуан Давелюи издавал католические книги на корейском языке, собирал материалы по истории Католической Церкви в Корее, написал корейско-французский словарь и биографии корейских мучеников. Через некоторое время Святой Престол издал декрет, разрешающий рукоположить Анутана Давелюи в епископа. 25 марта 1857 года в частном доме состоялось рукоположение Антуана Давелю в епископа. Обряд рукоположения совершили епископ Симон Бернё и епископ Фарреол. 
После мученической смерти Симона Бернё в феврале 1866 года, Антуан Давелю был назначен апостольским администратором Кореи. 11 марта 1866 года он был арестован за распространение христианства. 14 марта 1866 года Антуан Давелюи вместе со священниками Пьером Омэтром и Мартином Юином был отправлен в Сеул, где их поместили в местной тюрьме. В тюрьме он был подвергнут жестоким пыткам. 
30 марта 1866 года епископ Антуан Давелюи был казнен.

## Прославление
Антуан Давелюи был беатифицирован 6 октября 1968 года римским папой Павлом VI и канонизирован 6 мая 1984 года римским папой Иоанном Павлом II вместе с группой 103 корейских мучеников.
День памяти в Католической Церкви — 20 сентября.

## Источник
- Catholic Bishops’ Conference of Korea Newsletter No. 47 (Summer 2004) (англ.)